# 4967 Glia
4967 Glia eller 1983 CF1 är en asteroid i huvudbältet som upptäcktes den 11 februari 1983 av den amerikanske astronomen Norman G. Thomas vid Anderson Mesa Station. Den har fått sitt namn efter Gliacellen.
Asteroiden har en diameter på ungefär 30 kilometer.